# Bao Battle

Bao Battle est une série de bande dessinée humoristique créée par Ohm et publiée par Glénat dans la collection Tchô! : La Collec.
Cette série raconte les aventures de trois amis : Kuro, une panthère, Melka, un lézard, et Hiphop, un hippopotame, qui s'initient aux joies du « Bao Battle » sous l'égide du maître Moko.

## Albums
1. Ambiance de la brousse, 2006  (ISBN 978-2-7234-5403-2).
2. Attention les secousses, 2007  (ISBN 978-2-7234-5856-6).
3. Un pour tous, 2008  (ISBN 978-2-7234-6261-7).
4. Retour aux origines, 2010  (ISBN 978-2-7234-7667-6).